# Médicament topique
Un médicament topique ou médicament à usage topique est un médicament à usage local, dont le principe actif n'a pas vocation à passer dans le système circulatoire (dans le sang).